# Chtelnica
Chtelnica é um município da Eslováquia, situado no distrito de Piešťany, na região de Trnava. Tem 32,97 km² de área e sua população em 2018 foi estimada em 2.548 habitantes.

## Demografia
| Ano:        | 1994 | 2004   | 2014   | 2024   |
| ----------- | ---- | ------ | ------ | ------ |
| Broj ljudi: | 2524 | 2551   | 2593   | 2510   |
| Razlika:    |      | +1,06% | +1,64% | -3,20% |

| Ano:               | 2023 | 2024   |
| ------------------ | ---- | ------ |
| Número de pessoas: | 2529 | 2510   |
| Diferença:         |      | -0,75% |